# Marin Barbora
Marin Barbora ili Brbora bio je hrvatski slikar.
Bio je u službi Dubrovačke Republike od 1442. do 1445. te je radio kao majstor zavjesa, barjaka i slika. Imao je vlastitu radionicu u Dubrovniku. Njegov sin, Frano Marinov, bio je također slikar.

### Članci
- Matejčić, Ivan. 1983. Barbora, Marin. Hrvatski biografski leksikon. Zagreb.  journal zahtijeva |journal= (pomoć)